# José Luis Rosales
José Luis Rosales (ur. 1 marca 1943) – salwadorski strzelec, olimpijczyk.
Wystąpił na Letnich Igrzyskach Olimpijskich 1972, na których pojawił się w jednej konkurencji. Zajął 56. miejsce w strzelaniu z pistoletu szybkostrzelnego z 25 metrów (na 62 strzelców).

## Wyniki olimpijskie
| Igrzyska | Konkurencja                   | Wynik                    | Miejsce | Źródło |
| -------- | ----------------------------- | ------------------------ | ------- | ------ |
| IO 1972  | Pistolet szybkostrzelny, 25 m | 543 punkty (192-186-165) | 56      | [ 1 ]  |